# Darius
Darius (яп. ダライアス Daraiasu) — аркадная игра в жанре shoot 'em up, выпущенная Taito в 1986 году. Это первая игра в серии Darius. Игра примечательна использованием особого игрового автомата с тремя экранами, нелинейным дизайном уровней и наличием нескольких концовок.

## Игровой процесс
Darius представляет собой двухмерный горизонтальный шутер с прокруткой, действие которого проходит в будущем. В отличие от большинства шутеров, игровое поле отображается не на одном мониторе, а на трёх одновременно, причём эти мониторы установлены таким образом, чтобы создавать бесшовное изображение. Игрок управляет кораблём под названием «Серебряный ястреб» (англ. Silver Hawk). Игроку приходится сражаться с большим набором врагов, включающим истребители противника, наземные машины, турели и другие препятствия. Корабль игрока может стрелять ракетами, движущимися вперёд, и бомбами, падающими на землю. Кроме того, он оснащён защитным силовым полем. Оружие и силовое поле можно улучшать, подбирая специальные предметы. Когда игрок достигает конца зоны (уровня), появляется босс, которого необходимо уничтожить. После уничтожения босса, игрок может выбрать следующую зону для прохождения. Всего зон 28, но из-за того, что они находятся в разных возможных ветках прохождения, за одно прохождение игры можно побывать только в семи.

## Порты
Darius был портирован на платформы Amiga, Atari ST, Game Boy, и ZX Spectrum. Расширенный порт под названием «Darius Plus» был выпущен в Японии для TurboGrafx-16 (кроме того, был доступен картридж «набегов на боссов» под названием «Darius Alpha»). Ещё более расширенная версия игры была выпущена в Японии для TurboGrafx CD под названием «Super Darius».
Ремейк игры под названием «Darius R», с отличающимся звуковым сопровождением и меньшим числом уровней, был выпущен для Game Boy Advance в 2002 году.